# ألمير رحمانوفيتش
ألمير رحمانوفيتش (بالسلوفينية: Almir Rahmanović)‏ هو لاعب كرة قدم سلوفيني في مركز الهجوم، ولد في 25 مارس 1986 في جمهورية يوغوسلافيا الاشتراكية الاتحادية. لعب مع نادي أولمبيا ليوبليانا ونادي تساليه ونادي رودار فيلينيه ونادي سيليك زينيكا.